# Pico Chances
El Pico Chances (en inglés: Chances Peak) es el punto culminante del complejo de un estratovolcán activo denominado Soufrière Hills. Es la parta más alta de la isla de Montserrat, un territorio británico de ultramar situado en el Mar Caribe.
La Montaña se localiza en un margen de placa destructivo. El volcán en sí está en la placa media del Caribe , pero esto se debe a que la placa de América del Norte y la placa del Atlántico hace subducción debajo de ella, causando una acumulación de presión para formar un volcán.
El 17 de septiembre de 1965, un avión Boeing 707 que operaba como vuelo de Pan Am 292 voló hacia Chances Peak cerca de la cumbre y fue destruido, matando a las 30 personas a bordo.